# Victòria Almuni i Balada
Victòria Almuni i Balada   (la Sénia, 1962) és una professora, investigadora i divulgadora, especialitzada en temes històrics i arquitectònics de les Terres de l'Ebre i del nord del País Valencià.
Doctora en Història de l'Art per la Universitat de Barcelona, la seva recerca s'ha centrat en l'estudi de diversos monuments i edificis rellevants de les comarques compreses a la diòcesi de Tortosa, com és el cas de la catedral de Tortosa. També en la recerca i la divulgació històrica i patrimonial del territori. És catedràtica de Geografia i Història a Educació Secundària i ha estat professora associada del Departament d'Història i Història de l'Art de la Universitat Rovira i Virgili (Didàctica de les Ciències Socials).
Ha format part del patronat del Museu del Montsià, ara Museu de les Terres de l'Ebre, de la Comissió de Patrimoni de la Generalitat de Catalunya a les Terres de l'Ebre i actualment del patronat del Museu de Tortosa. Forma part també de la Comissió Cívica del Patrimoni de les Terres de l'Ebre, de la qual va ser la primera presidenta. És presidenta del Centre d'Estudis Seniencs i representant a la Sénia del Campus Extens de la Universitat Rovira i Virgili. Forma part del consell de redacció de la publicació Plecs d'història local.
Ha estat una de les impulsores del col·lectiu Itineraris per les Terres de Cruïlla, format per Centres d'Estudi i entitats culturals de banda i banda del Sénia, que es dediquen a la recerca i divulgació del patrimoni de la zona de contacte entre Catalunya, València i Aragó.
El maig de 2018 el govern català a l'exili va proposar concedir-li la Creu de Sant Jordi, confirmada el juliol de 2018 «per la seva recerca especialitzada en temes històrics i arquitectònics de les Terres de l'Ebre i del nord del País Valencià».
El juny de 2021 és nomenada Directora dels Serveis Territorials de Cultura de les Terres de l'Ebre. L'any 2023 encapçala la candidatura d'Endavant la Sénia-ERC-AM a les eleccios municipals del 28 de maig i, després de ser la llista més votada, el 17 de juny és nomenada nova alcaldessa de la Sénia.